# Jean-Baptiste Pater

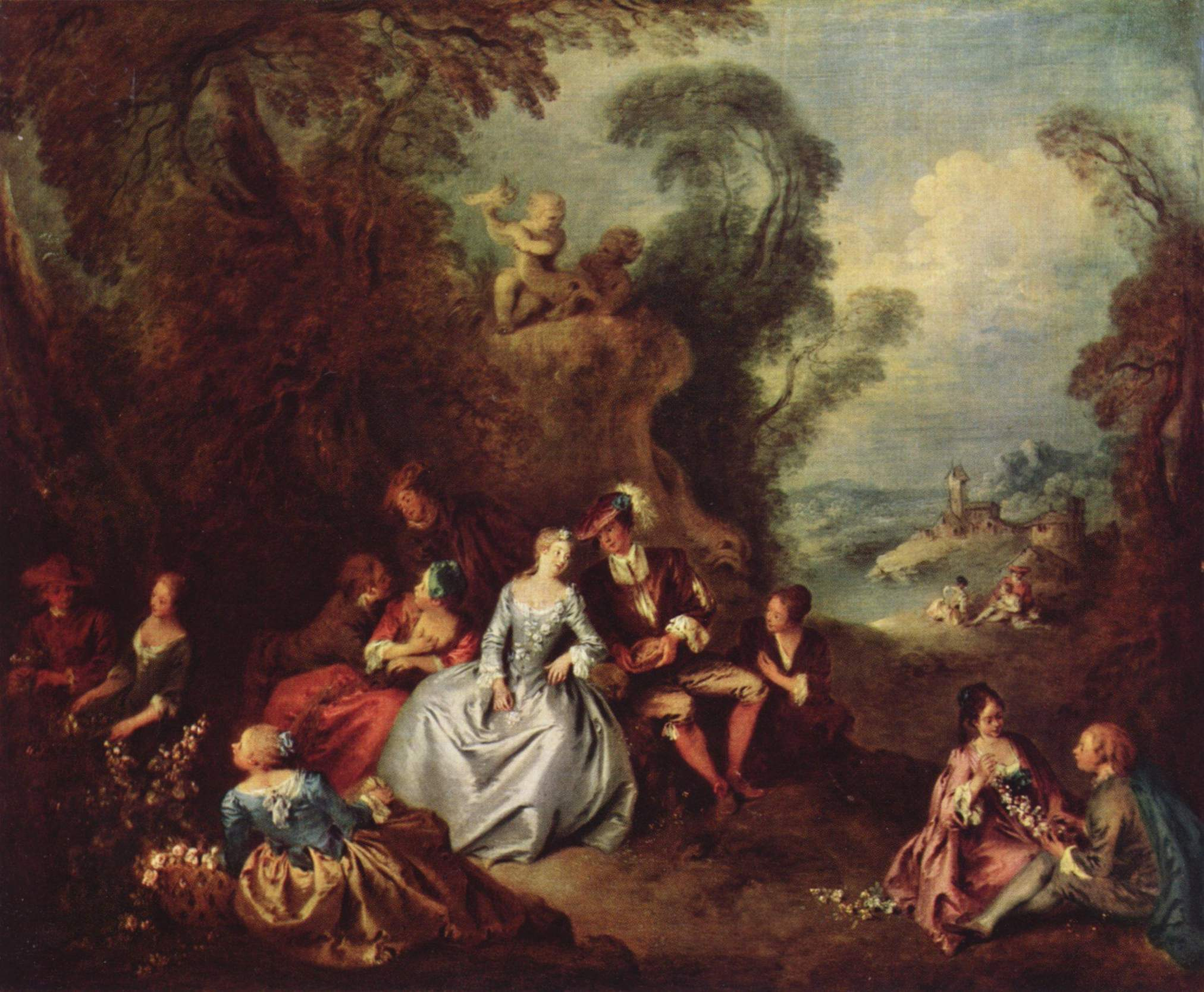
Jean-Baptiste Pater: Die Freuden des Landlebens, 1730/35.

Jean-Baptiste Pater (Valenciennes, 29 de diciembre de 1695-París, 25 de julio de 1736) fue un pintor rococó francés.
Pater era el hijo del escultor Antoine Pater y estudio bajó él antes de convertirse en un estudiante de Antoine Watteau. Fue aceptado por la Academia en 1728, presentando una gran obra militar en el popular estilo Watteau: La Rejouissance des Soldats (Louvre). Su cliente más destacado fue Federico el Grande, quien posó para dos retratos en el estilo de «turquería»: Le Sultan au Harem y Le Sultan au Jardin.
La mayoría de las obras de Pater están cerca en estilo y tema de las fiestas galantes de Watteau. 